# Історія Святогірська
Історія міста Святогірськ Донецької Області, Україна.

## Заснування
Поселення відоме з письмових джерел початку XVI століття під назвою Святі Гори.
Перша письмова згадка про поселення та переправу біля Святих Гір датується 1526 роком, в спогадах Сигізмунда Герберштейна.
Із 1624 року у Святих Горах згадується Святогірський Успенський чоловічий монастир, вибитий у крейдяних скелях правого берега Сіверського Дінця.
У другій половині XVI ст. організовано сторожову і станичну служби по Дінцю, у межах яких на лівому березі Сіверського Дінця діяла 5-а Святогірська сторожа.
У другій половині XVIII ст. на лівому березі річки виникла монастирська слобода Банне. За переписом 1778 р., у ній мешкало 92 особи.

## Російська імперія
1787 року за указом Катерини II Святогірський монастир закрили, а його майно передали до російської державної скарбниці.
1790 р. імператриця подарувала Святогірський маєток князеві Григорієві Потьомкіну. Власних дітей у Потьомкіна не було, тому спадкоємцями стали його племінники (діти сестер). Святогірський маєток отримав у спадкове володіння Василь Васильович Енгельгарт. Після його смерті Святогірський маєток мав бути поділений між його сестрами. Тетяна Василівна Юсупова (уроджена Енгельгарт), мати Олександра Михайловича Потьомкіна на прохання сина, щоб не розділяти маєток, купила всі чотири ділянки. У 1828 році маєток перейшов до Тетяни Василівни Юсупової. У 30-х роках 19 століття вона намагалася відновити діяльність Святогірського монастиря, але отримала відмову. Після її смерті в 1841 році маєток перейшов до її сина від першого шлюбу Олександра Потьомкіна. У 1844 році у маєтку Потьомкіних відроджено Святогірський монастир. Тут побудовано нові церкви, корпуси і господарські будівлі. Серед іншого, почалося будівництво монументального Успенського собору висотою 53 м і довжиною 42 м. Напроти нього вже з 1851 р. височила Покровська церква з дзвіницею, яка мала 8 дзвонів. Найбільший із них важив 6354 кг. У Покровський церкві містилася ризниця, бібліотека й архів монастиря. У цей час поселення на правому березі відоме як Святогірськ, на лівому — як Банне.
У травні 1887 року Антон Чехов писав:
|  | Місце незвичайно красиве та оригінальне: монастир на березі річки Донця, біля підніжжя величезної білої скелі, на якій, тиняючись і нависаючи один над одним, нагромаджуються садки, дуби та вікові сосни. Здається, що деревам тісно на скелі і якась сила випирає їх угору й угору... Сосни буквально висять у повітрі і того й диви впадуть. Зозулі та солов'ї не замовкають ні вдень, ні вночі… При мені, зважаючи на Миколиний день, склалося близько 15 000 прочан, з яких 8/9 старої. Їжа монастирська дарова для всіх 15 000: борщ із сушеними піскарями і куліш. Те й інше, як і житній хліб, смачно. Дзвін чудовий. співчі погані. Брав участь у хресному ході на човнах. |

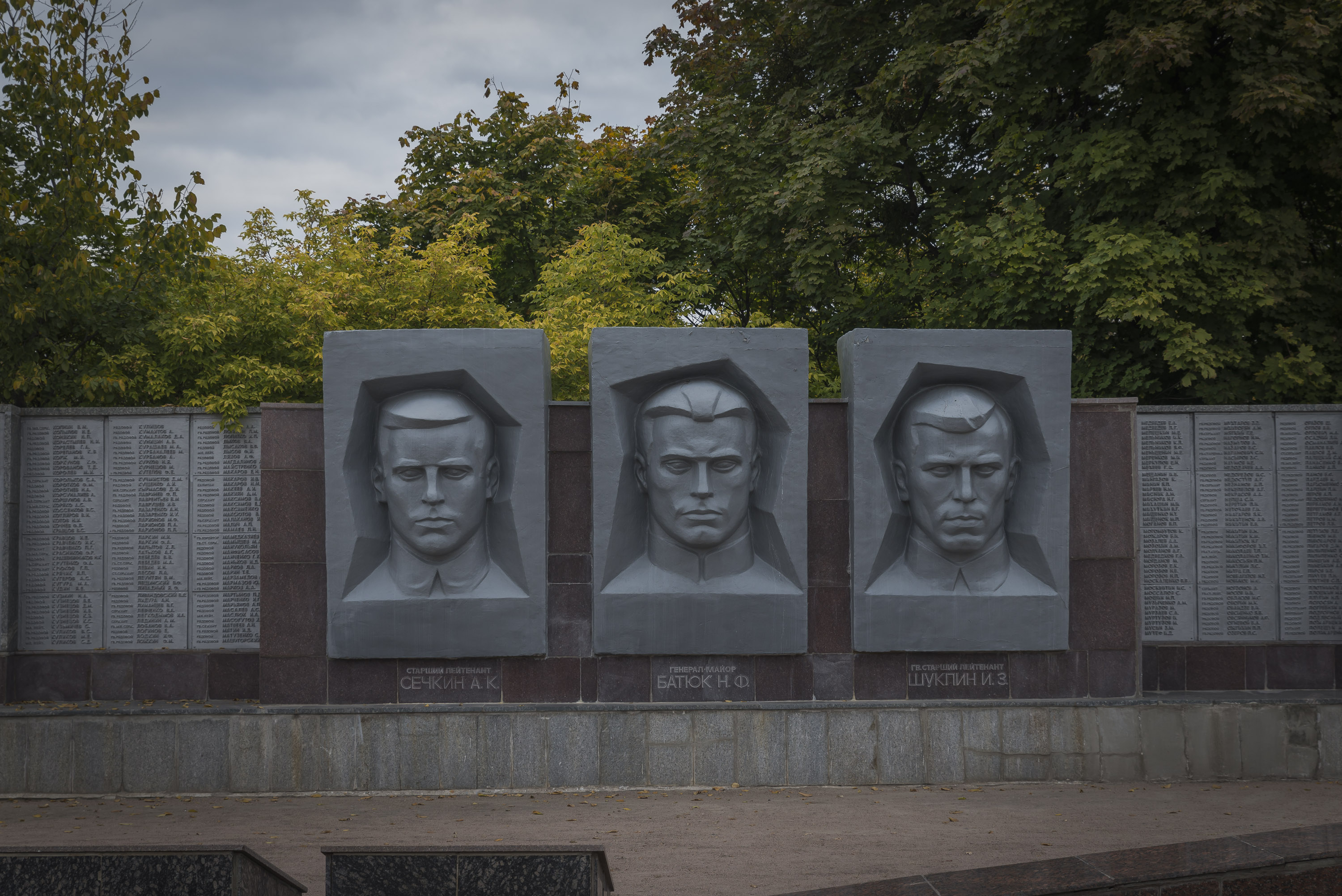
Меморіал загиблим воїнам-захисникам

У 1872 році Святогірський маєток перейшов у володіння до внучатого племінника Олександра Потьомкіна графа Георгія Івановича Рібоп'єра. Перед Першою світовою війною у монастирі проживало понад 600 ченців.

## Українська революція
Жовтневий переворот та початок радянської окупації перервали перебіг життя монастиря. У 1917 році маєток було націоналізовано. Протягом Української революції Лиман став частиною проголошеної ІІІ Універсалом Української Народної Республіки у складі адміністративно-територіальної одиниці Донеччина з центром у Слов'янську. Під час контрнаступу українських та союзних військ, 1-а революційна армія і послана їй на допомогу нова Резервна армія (командир А. Беленкович) ще намагалися закріпитися спочатку по лівому березі Дніпра, а потім в районі Великий Токмак — Оріхів — Чаплине — Олександрівськ. Але вже до 15 квітня і ці рубежі пали. Шлях до Донбасу для союзників був відкритий. Залишкам радянських армій вдалося відійти до Юзівки, деякий час утримуючи оборону станцій Чаплине і Гришине. До 20 квітня розгромлені загони цих трьох армій відійшли до Маріуполя і Слов'янська. 24 квітня німецькі війська, звільнивши Куп'янськ, Бахмут, Слов'яносербськ, рушили далі — до Старобільська.
Під час Другої радянсько-української війни, після проголошення 1918 року Донецько-Криворізької Радянської Республіки почалися систематичні утиски монастиря, що супроводжувалися святотатством, дискредитацією, знущаннями та вбивством братії. У 1918 р. кількість ченців скоротилася з 700 до 200 осіб.

## Радянський період
Щоб припинити «використовування краси природи з метою затемнення народу», голова Донецького губернського комітету Російської комуністичної партії (більшовиків) Е. Й. Квірінг постановив у жовтні 1922 перетворити всі будівлі та майно монастиря на будинок відпочинку. Успенський собор став кінотеатром.

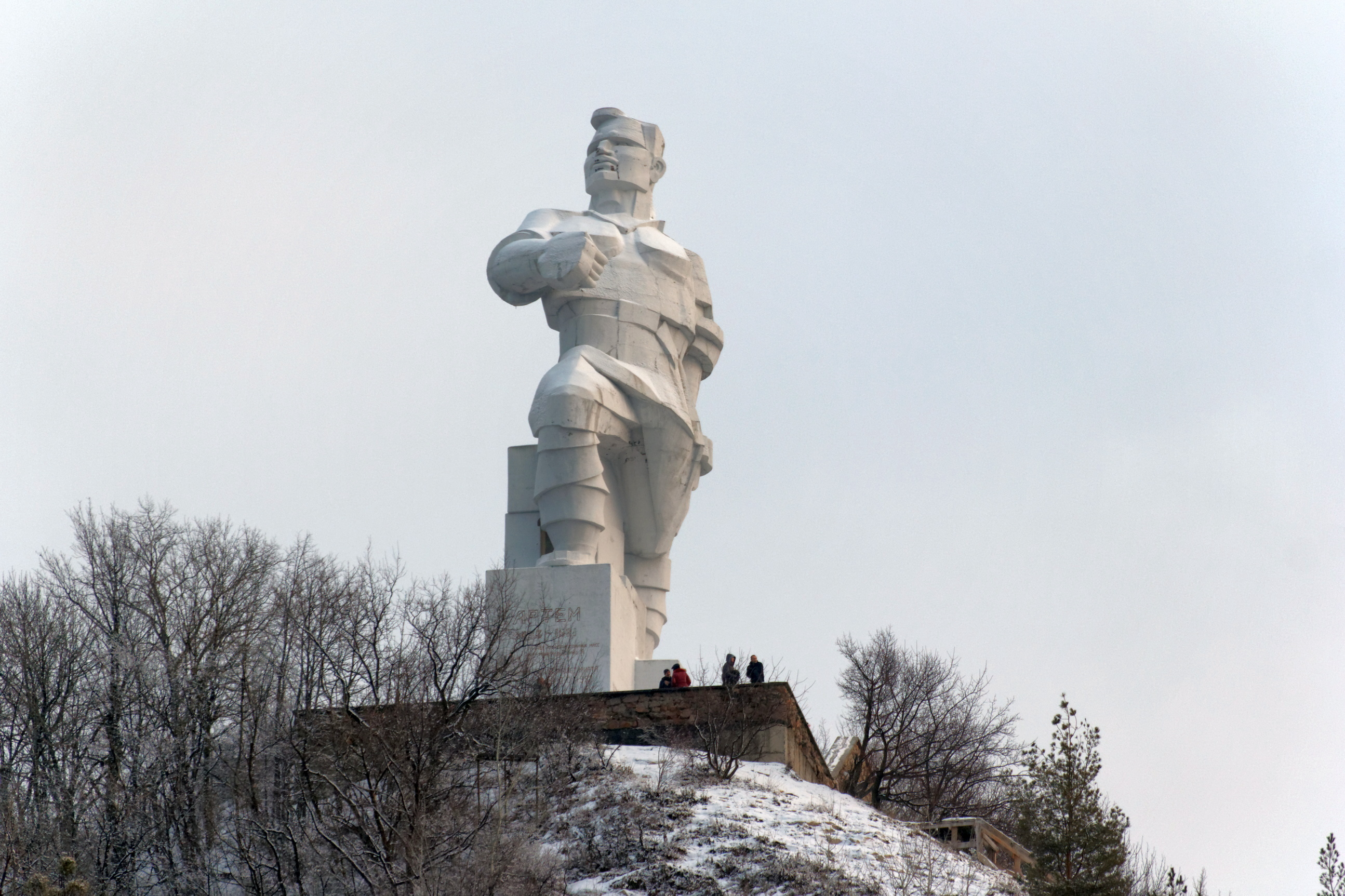
Пам'ятник Артему

Більшовики розорили Арсеньївський, Охтирський та Спасів монастирські скити, Зруйнували Преображенський, Всіхсвятський та Петро-Павлівський храми, а на верхівці гори поруч із монастирем установили пам'ятник революціонеру Артему. Величезну бетонну постать в кубістичному стилі виконав Іван Кавалерідзе. Святі Гори було названо Червоними, Святогірськ — Слов'яногорськом, а монастир — Будинком відпочинку імені Артема.
Під час другої світової війни опиняється під німецькою окупацією та звільняється радянськими військами у ході контрнаступу.
У 1950-х роках у місті розвивається курортне господарство.
1964 року селище Банне отримало статус міста і назву Слов'яногірськ. У 1980 ансамбль споруд оголошено Державним історико-архітектурним заповідником.
З метою збереження пам'яток культурної спадщини України на території Слов'яногорська в 1980 році постановою уряду УРСР був створений Слов'яногорський державний історико-архітектурний заповідник (СТІАЗ).

## Незалежна Україна

### Кінець ХХ — початок ХХІ століття
16 липня 1991 року — на Слов'яногірських крейдяних горах вперше в нові часи на Донбасі встановлено Національний Прапор України. Здійснено це членами Народного Руху України з Донецька. 1992 року було відроджено Святогірський монастир.   З'явилися ієромонахи, ченці, послушники. У вільне користування монастирю повернули Успенський собор, Миколаївську церкву, печерну церкву святих Антонія і Феодосія, комплекс печерних споруд, східну і західну вежі, Кирилівські і Мефодіївські сходи, нижній і верхній павільйони паломників. 15 травня 2003 року Слов'яногірськ офіційно перейменовано на Святогірськ. 2004 року Святогірський монастир отримав статус Лаври.
У 2011 році місце, де раніше до території заповідника була додана так звана «Потьомкінська дача», з метою реставрації.
У 2020 році, після проведення адміністративної реформи, Святогірськ стає центром Святогірської міської територіальної громади та частиною Краматорського району. Того ж року, під час пандемії COVID-19, на Великдень, через рекомендації щодо самоізоляції задля запобігання розповсюдженню хвороби, більшість вірян відзначили свято вдома. Проте, близько 300 людей зібралися разом для святкування Великодня у Святогірський лаврі.

### Російсько-українська війна
З початком Російсько-української війни у 2014 році, Святогірськ опиняється під контролем незаконних проросійських збройних формувань. 23 квітня силами спецпідрозділів МВС України в районі міста була виявлена група озброєних людей. Того ж дня, в межах Антитерористичної операції на сході України, Святогірськ було звільнено. Подальших активних бойових дій на території міста не велося.
Під час повномасштабного вторгнення російських військ до України, з наближенням лінії фронту, місто почало зазнавати обстрілів з боку російської армії. 30 травня 2022 року внаслідок обстрілу міста Святогірськ було пошкоджено Святогірську лавру, загинули двоє монахів цієї обителі та монахиня, троє монахів зазнали поранень. Увечері 30 травня збройні сили Російської Федерації почали значно більш масований наземний наступ із потужними артилерійськими ударами по місту. Протягом доби 31 травня піхотні війська Російської Федерації почали штурм Святогірська з метою оточити все місто та утворити оперативне оточення.
4 червня російським обстрілом було знищено Всіхсвятський скит. 7 червня місто було окуповано військами РФ. Тодішній мер Володимир Бандура перейшов на бік окупантів і звинуватив ЗСУ у воєнних злочинах. У вересні починається масштабний контрнаступ українських військ в районі міста Ізюм, внаслідок якого воно звільняється разом з населеними пунктами Балаклія, Куп'янськ, Козача Лопань та майже повністю усім північним сходом Харківської області. 12 вересня Збройні сили України та Національна гвардія України звільняють Святогірськ від російської окупації.